# Parc (Metro Montreal)

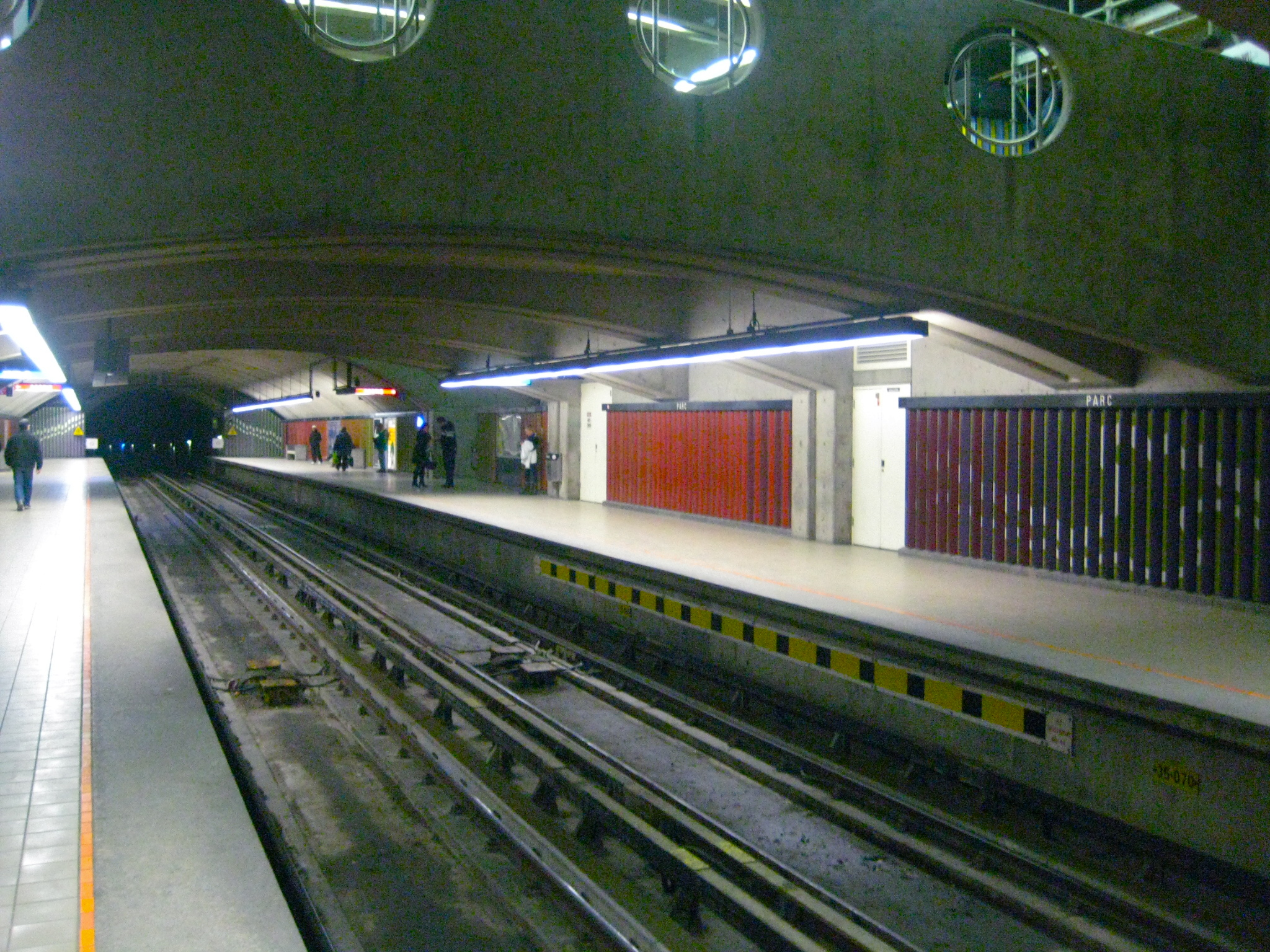
Blick auf die Bahnsteige

Parc ist eine U-Bahn-Station in Montreal. Sie befindet sich im Arrondissement Villeray–Saint-Michel–Parc-Extension an der Avenue Ogilvy, beim Gare Parc von exo. Hier verkehren Züge der blauen Linie 2. Im Jahr 2019 nutzten 3.101.394 Fahrgäste die Station, was dem 41. Rang unter den insgesamt 68 Stationen der Metro Montreal entspricht.

## Bauwerk

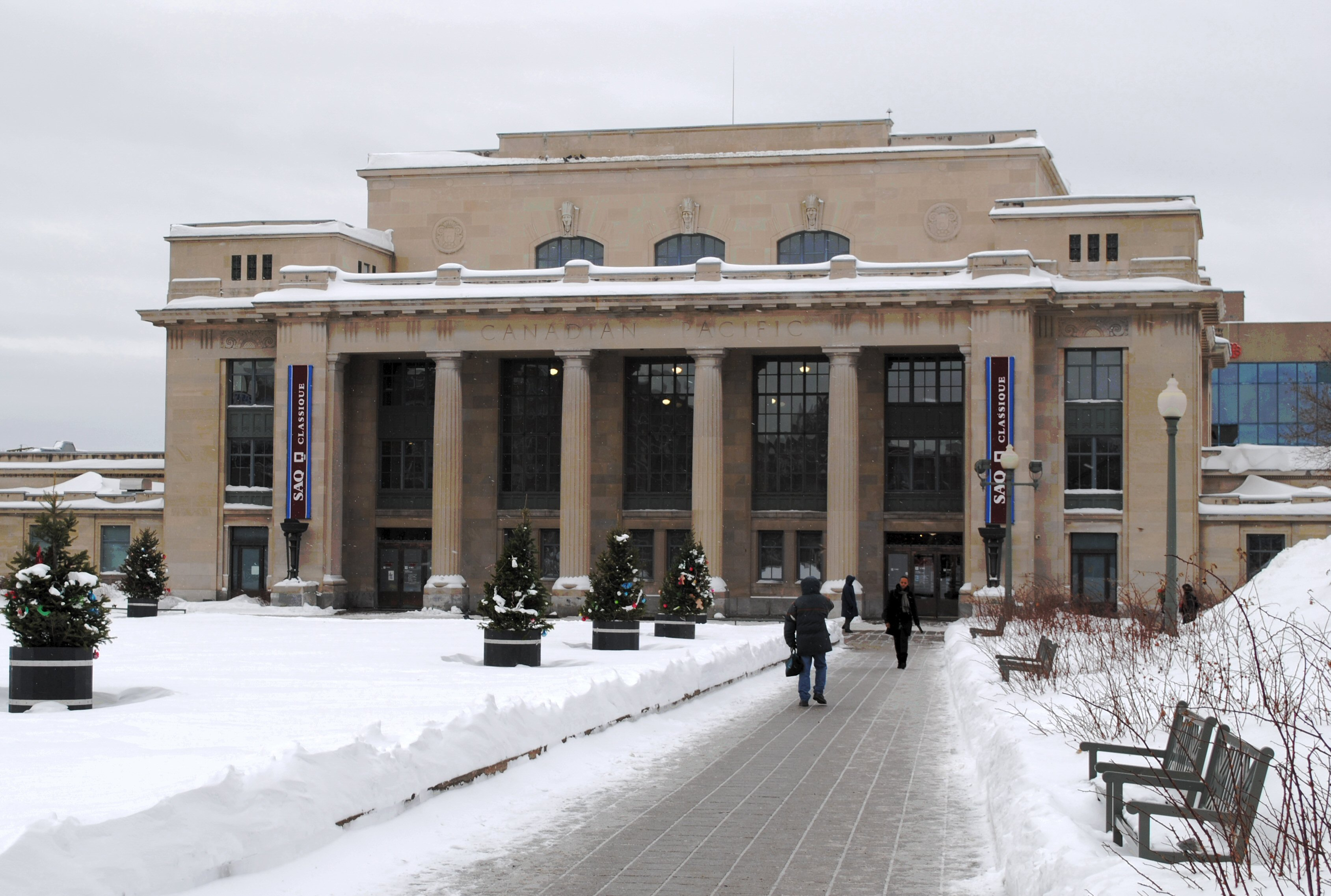
Gebäude des Bahnhofs Parc

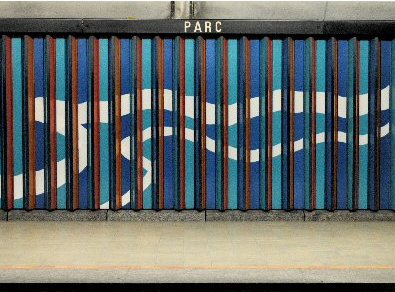
Wandfries

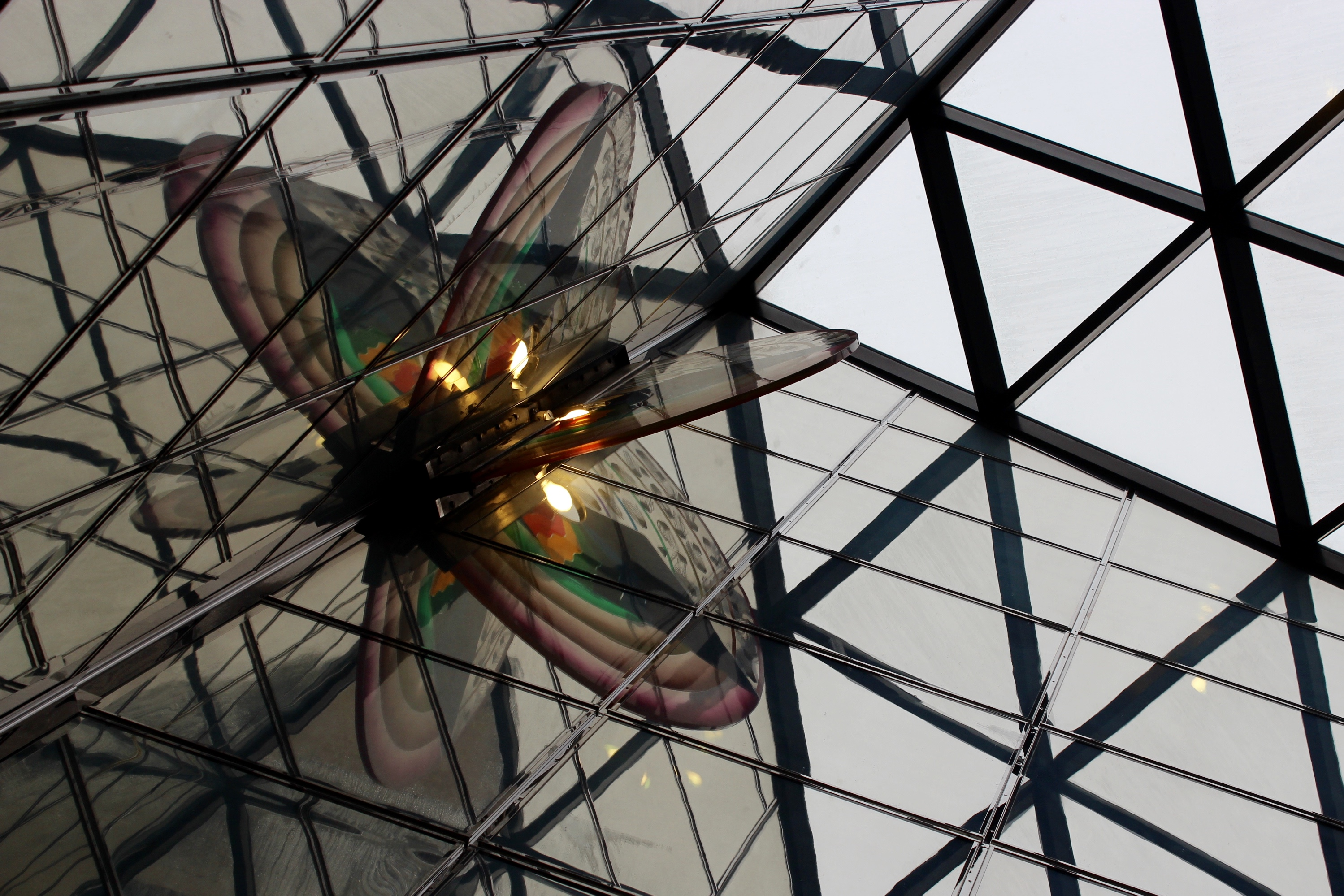
Métamorphose d’Icare

Die vom Architekturbüro Blouin, Blouin & Associés entworfene Station entstand in offener Bauweise. Die Verteilerebene erstreckt sich unter einer Arkade mit weit gespannten Bögen, deren Rippen mit langen fluoreszierenden Leuchtkörpern versehen sind. Große runde Öffnungen in der Trennwand ermöglichen von dort aus einen Blick auf die Bahnsteige. Ein verglaster Lichtschacht lässt das Tageslicht auf die Verteilerebene scheinen. Der Eingang zur Station ist in den ehemaligen Rauchsalon des Bahnhofs Parc integriert. Das Gebäude im Art-déco-Stil war in den 1930er Jahren im Auftrag der Canadian Pacific Railway erbaut worden.
In 15,1 Metern Tiefe befindet sich die Bahnsteigebene mit zwei Seitenbahnsteigen. Die Entfernungen zu den benachbarten Stationen, jeweils von Stationsende zu Stationsanfang gemessen, betragen 490,60 Meter bis De Castelnau und 727,60 Meter bis Acadie. Es bestehen Anschlüsse zu fünf Buslinien und zwei Nachtbuslinien der Société de transport de Montréal. Außerdem kann im angrenzenden Gare Parc zu den exo-Vorortszügen nach Montreal Lucien-L’Allier bzw. Saint-Jérôme umgestiegen werden. Sehenswürdigkeiten in der Nähe sind das Stade IGA und der Parc Jarry.

## Kunst
Durch die gesamte Station (mit Ausnahme des Eingangsbereichs) ziehen sich Wandfriese, bestehend aus gebranntem Email auf Stahlplatten. Das Werk von Huguette Desjardins stellt weiße Muster dar, die von verschiedenfarbig bemalten, dreieckig hervorstehenden Kanten unterbrochen werden. Fahrgäste, die daran vorbeigehen oder im Zug vorbeifahren, erhalten so den Eindruck einer fließenden Bewegung, die sich je nach Blickwinkel verändert.
Im Lichtschacht der Verteilerebene hängt das Kunstwerk Métamorphose d’Icare („Verwandlung des Ikarus“) von Claire Sarrasin. Es besteht aus einer halbrunden Acrylplatte, in der bunt bemalte Elemente aus Seide und Flüssigkristallen eingeschlossen sind. Das Werk erinnert an sich ausfaltende Flügel. Zahlreiche Spiegel reflektieren das einfallende, verschiedenfarbige Licht auf die gegenüberliegenden Wände.

## Geschichte
Die Eröffnung der Station erfolgte am 15. Juni 1987, zusammen mit dem kurzen Teilstück bis De Castelnau. Etwas mehr als ein halbes Jahr lang war Parc die südliche Endstation der blauen Linie, bis zur Eröffnung des Teilstücks nach Snowdon am 4. Januar 1988. Namensgeber ist die Avenue du Parc, eine bedeutende Hauptstraße, deren westliches Ende sich in unmittelbarer Nachbarschaft der Station befindet. Benannt ist sie nach dem Parc du Mont-Royal. Im Jahr 2007 schlug Bürgermeister Gérald Tremblay vor, die Straße (und somit auch die Station) nach dem früheren Premierminister Robert Bourassa zu benennen, was jedoch auf heftigen Widerstand stieß.